# Bakr ibn Wàïl
Bakr ibn Wàïl o Banu Bakr (àrab: بكر بن وائل, Bakr b. Wāʾil, o بنو بكر, Banū Bakr) és el nom d'un antic grup de tribus del centre, de l'est i més tard del nord de la península d'Aràbia. Els Bakr pertanyien al grup dels Rabia, del que també formaven part els Abd-al-Qays. El seu nucli principal foren els Thàlaba, també el grup principal de l'imperi Kinda, segons Josuè l'Estilita.
Al començament del segle v les tribus que van formar els Bakr estaven instal·lades al Iemen, però al llarg del segle es va produir un moviment amb l'aparició dels kindites i es van desplaçar cap a l'oest i est d'Aràbia; els Bakr estaven enfrontats a mort en aquest temps a un altre grup, els Taghlib; la batalla de Thahlan, al sud-oest de Duwadami, el 530, entre dos hereus pretendents al tron de Kinda, seria part de la guerra entre els Bakr i els Taghlib; aquests darrers van sortir d'Aràbia i es van dirigir al baix Eufrates. Més tard els van seguir els Bakr.
La guerra que va acabar al segle següent. El 569/570 el xeic o rei dels Taghlib, Amr ibn Kulthum, va matar el rei d'al-Hira Amr ibn Hind; els Taghlib van emigrar cap al nord i els Bakr van ocupar els territoris que deixaven lliures a la plana encara que una part van restar a Aràbia. El 605 van enfrontar a una expedició sassànida dirigida per Hamarz, però no van poder evitar caure sota dependència persa. Una part dels Bakr es van fer cristians. Entre el 628 i el 632 van fer incursions a la regió de Ctesifont aprofitant la guerra civil.
Un cap de la subtribu dels Dhuhl ibn Xayban, de nom Al-Muthanna ibn Haritha, es va convertir a l'islam el 632 i va aconseguir la capitulació d'al-Hira; quan Khàlid ibn Wàlid va anar a Síria (634) els musulmans van quedar a la defensiva i al-Muthanna va cobrir la retirada en la batalla del Pont (tardor del 634) i encara va tenir una darrera actuació brillant a Buwayd al cap de poc, morint com a resultat de les seves ferides. Grups dels Bakr van participar en la batalla de Nihawand del 642; grups Bakr van anar al Khurasan on eren 7000 el 715. A Bàssora van formar el grup Rabia de la ciutat amb els Abd-al-Qays i més tard es van unir als Azd Uman (emigrats vers el 680); els seus rivals a Bàssora foren el tamimites (Tamim) aliats a un grup qaysita, els Ahl-al-Aliya, però la pau es va establir a la mort del califa Yazid I el 683.
La lluita es va traslladar al Khurasan on també finalment es va acordar la pau al cap d'uns anys, quan tenien com a cap a Yahya ibn Hudayn. El nom tribal va desaparèixer progressivament fins que al segle x fou totalment substituït pel de Rabia.